# Azzurra Gaglio
Azzurra Savina Gaglio (Palermo, 2 dicembre 1989) è un'ex cestista italiana.
Ala di 183 cm, ha giocato in Serie A1 con Alcamo, con cui ha conquistato una salvezza e con Orvieto.

## Carriera
Nel 2012-2013 gioca a Salerno.
Dal 2013 al 2017 è nel roster di Orvieto.
Si ritira dall'attività agonistica nel 2017, rimanendo nella squadra umbra come preparatrice atletica.

## Statistiche
Dati aggiornati al 30 giugno 2017.
| Stagione        | Squadra                     | Competizione    | Partite | Partite | Partite | Statistiche tiro | Statistiche tiro | Statistiche tiro | Altre statistiche | Altre statistiche | Altre statistiche | Altre statistiche | Altre statistiche |
| Stagione        | Squadra                     | Competizione    | Pres.   | Titol.  | Minuti  | Tiri da 2        | Tiri da 3        | Liberi           | Rimb.             | Assist            | Rubate            | Stopp.            | Punti             |
| --------------- | --------------------------- | --------------- | ------- | ------- | ------- | ---------------- | ---------------- | ---------------- | ----------------- | ----------------- | ----------------- | ----------------- | ----------------- |
| 2006-2007       | Gea Magazzini Alcamo        | Serie A2        | 33      | 12      | 583     | 46/125           | 2/12             | 17/38            | 128               | 0                 | 20                | 0                 | 115               |
| 2007-2008       | Gea Magazzini Alcamo        | Serie A2        | 32      | 21      | 643     | 64/147           | 0/4              | 37/65            | 126               | 7                 | 26                | 8                 | 176               |
| 2008-2009       | Gea Magazzini Alcamo        | Serie A2        | 30      | 17      | 724     | 71/163           | 2/20             | 35/60            | 133               | 6                 | 28                | 11                | 183               |
| 2009-2010       | Gea Magazzini Alcamo        | Serie A2        | 28      | 0       | 461     | 41/88            | 3/10             | 23/46            | 101               | 4                 | 15                | 1                 | 112               |
| 2010-2011       | Gea Magazzini Alcamo        | Serie A2        | 38      | 15      | 763     | 74/175           | 3/21             | 28/54            | 201               | 6                 | 30                | 8                 | 185               |
| 2011-2012       | Gea Magazzini Alcamo        | Serie A1        | 17      | 3       | 188     | 9/25             | 3/9              | 2/2              | 43                | 3                 | 1                 | 3                 | 29                |
| 2012-2013       | Carpedil Ipervigile Salerno | Serie A2        | 27      | 25      | 673     | 90/187           | 1/2              | 28/51            | 190               | 11                | 17                | 7                 | 211               |
| 2013-2014       | Azzurra Orvieto             | Serie A1        | 23      | 13      | 431     | 43/98            | 1/3              | 28/47            | 94                | 2                 | 12                | 6                 | 117               |
| 2014-2015       | Ceprini Costruzioni Orvieto | Serie A1        | 25      | 21      | 575     | 52/134           | 2/8              | 23/34            | 94                | 11                | 16                | 2                 | 133               |
| 2015-2016       | Ceprini Costruzioni Orvieto | Serie A1        | 28      | 10      | 481     | 29/78            | 0/4              | 13/32            | 91                | 13                | 11                | 5                 | 71                |
| 2016-2017       | Ceprini Costruzioni Orvieto | Serie A2        | 22      | 2       | 380     | 32/87            | 0/2              | 15/30            | 67                | 3                 | 16                | 4                 | 79                |
| Totale carriera | Totale carriera             | Totale carriera | 303     |         |         |                  |                  |                  |                   |                   |                   |                   | 1.411             |